# Zhang Huan
Zhang Huan (9 de abril de 1989) es una deportista china que compitió en remo. Ganó dos medallas de bronce en el Campeonato Mundial de Remo de 2014, en las pruebas de cuatro sin timonel y ocho con timonel.

## Palmarés internacional
| Campeonato Mundial | Campeonato Mundial       | Campeonato Mundial | Campeonato Mundial |
| Año                | Lugar                    | Medalla            | Prueba             |
| ------------------ | ------------------------ | ------------------ | ------------------ |
| 2014               | Ámsterdam (Países Bajos) | Medalla de bronce  | Cuatro sin timonel |
| 2014               | Ámsterdam (Países Bajos) | Medalla de bronce  | Ocho con timonel   |